# Шеленков, Александр Владимирович
Александр Владимирович Шеленко́в  (1903—1996) — советский кинооператор. Заслуженный деятель искусств Латвийской ССР (1949). Заслуженный деятель искусств РСФСР (1959). Лауреат четырёх Сталинских премий (1946, 1947, 1950, 1951).

## Биография
Родился 13 (26) декабря 1903 года в селе Замешье (ныне Смоленская область).
В 1928 году окончил операторское отделение ГТК. С 1927 года помощник оператора на студии «Межрабпомфильм».
Изобразительная сторона его фильмов отличается сдержанной, но богато нюансированной пластичностью, а также высокой эмоциальной активностью и острым ощущением достоверности.
С 1944 года работал со своей женой кинооператором Иоландой Чен.
Автор ряда статей по вопросам операторского искусства.
Умер 16 сентября 1996 года, похоронен в Москве на Кунцевском кладбище.

## Фильмография
- 1928 — Саламандра
- 1929 — Матрос Иван Галлай
- 1929 — Два-Бульди-два
- 1935 — Золотое озеро
- 1936 — Джульбарс
- 1937 — Ущелье Аламасов
- 1939 — Высокая награда
- 1940 — Салават Юлаев
- 1941 — Патриотка
- 1941 — В тылу врага
- 1943 — Лермонтов (с М. П. Магидсоном)
- 1944 — Зоя
- 1946 — Глинка
- 1947 — Повесть о «Неистовом»
- 1949 — Райнис
- 1950 — Далеко от Москвы
- 1953 — Адмирал Ушаков
- 1953 — Корабли штурмуют бастионы
- 1954 — Ромео и Джульетта (фильм-балет)
- 1956 — Урок истории
- 1957 — Коммунист
- 1960 — Пять дней, пять ночей
- 1965—1967 — Война и мир (сцены из фильма)
- 1966 — Туннель
- 1967 — Секрет успеха (сценарий совместно с Л. М. Лавровским, режиссёр и оператор)
- 1967 — Софья Перовская
- 1970 — Песни моря
- 1971 — У нас на заводе
- 1973 — Жили три холостяка
- 1975 — Ярослав Домбровский

## Награды и премии
- Сталинская премия первой степени (1946) — («Зоя»)[3]
- Сталинская премия второй степени (1947) — («Глинка»)[3]
- Сталинская премия второй степени (1950) — («Райнис»)[3]
- Сталинская премия первой степени (1951) — («Далеко от Москвы»)[3]
- заслуженный деятель искусств Латвийской ССР (1949)
- заслуженный деятель искусств РСФСР (1959)
- Орден Трудового Красного Знамени (12.4.1974)
- Орден Знак Почёта (27.10.1967)
- медали